# Charlie X
| „Charlie X” Star Trek: Seria originală Charlie Evans terorizează echipajul cu puterile sale mentale neobișnuite | „Charlie X” Star Trek: Seria originală Charlie Evans terorizează echipajul cu puterile sale mentale neobișnuite |
| --- | --- |
| Episodul | Episodul 2 Sezonul 1                                                                                            |
| Regia: | Lawrence Dobkin                                                                                                 |
| Scenariul: | D.C. Fontana Povestea:Gene Roddenberry                                                                          |
| Premiera: | 15 septembrie 1966                                                                                              |
| Distribuție: | Robert Walker Jr. Charles J. Stewart Abraham Sofaer                                                             |
| Durata: | 51 minute |
| Precedat de: | „The Man Trap”                                                                                                  |
| Urmat de: | „Acolo unde nu a mai fost niciun om”                                                                            |
| IMDb: | |

„Charlie X” (din engleză „Charlie X”) este al doilea episod al sezonului I al serialului american științifico-fantastic Star Trek: Seria originală și al optulea episod din punct de vedere al producției serialului. Episodul a fost difuzat prima oară pe 15 septembrie 1966 pe NBC și a fost reluat pe 1 iunie 1967. Episodul a fost regizat de Lawrence Dobkin după un scenariu de D.C. Fontana pe baza unei povestiri scrise de producătorul serialului, Gene Roddenberry. 
În timp ce călătorește la bordul navei Enterprise, un tânăr om periculos pe nume Charlie Evans (Robert Walker Jr) terorizează echipajul cu puterile sale mentale neobișnuite.  Acest episod servește ca fundal pentru mini-serialul neoficial Star Trek: Of Gods and Men. 

## Povestea
În timp ce călătorește la bordul navei Enterprise, un tânăr periculos pe nume Charlie Evans terorizează echipajul cu puterile sale mentale neobișnuite.  

## Distribuție
- Robert Walker - Charlie Evans
- Charles J. Stewart - Captain Ramart
- Dallas Mitchell - Tom Nellis
- Don Eitner - Navigator
- Patricia McNulty - Tina Lawton
- John Bellah - Crewman I
- Garland Thompson - Crewman II
- Abraham Sofaer - The Thasian
- Gene Roddenberry - Enterprise Chef (voce) (nemenționat)

## Producție
Acest episod servește ca fundal pentru mini-serialul neoficial Star Trek: Of Gods and Men.